# Sonning
Sonning è un villaggio e parrocchia civile dell'Inghilterra, appartenente alla contea del Berkshire.

## Citazioni letterarie
Il villaggio di Sonning è una delle tappe del viaggio fluviale dei protagonisti del celebre romanzo umoristico Tre uomini in barca dello scrittore britannico Jerome K. Jerome, che così viene descritta: "Ci facemmo un giro in quel villaggio da fiaba, più simile a una scenografia che a un paese di mattoni e calce. Le case sono circondate da rose rampicanti che esplodono d'estate in nuvole di splendore ineguagliabile" (Firenze, Giunti, 2007, pag.171).